# Jaume d'Armanyac-Nemours
 Jaume d'Armanyac, duc de Nemours , (c. 1433 - París, 4 d'agost de 1477), va ser un noble francès.

## Primers anys de vida
Va ser fill de Bernat d'Armanyac, comte de Pardiac, i Elionor de Borbó-La Marca.
Sent comte de Castres durant el regnat de Carles VII de França, Jacques d'Armanyac combaté a Normandia el 1499 i 1450, i posteriorment a Guiena. El rei Lluís XI el va omplir d'honors. Quan d'Armanyac va succeir al seu pare el 1462, i es va casar amb Lluïsa d'Anjou, fillola del rei, d'Armanyac va rebre el ducat de Nemours, el qual havia disputat amb el rei de Navarra.
Durant la Guerra Civil catalana Va ser enviat pel rei a ocupar el Comtat del Rosselló, la qual cosa va aconseguir amb relativa rapidesa. En sentir que no havia estat recompensat justament pel seu èxit, el duc es va unir a la Lliga del Bé Públic, que va desafiar al poder del rei durant nou mesos en 1465. El duc i el rei es van reconciliar, però el duc va tornar a intrigar contra el monarca. El rei llavors va assetjar el castell del duc de Nemours a Carlat. El duc va ser fet presoner i decapitat el 1477.